# 達馬希烏斯
達馬希烏斯（/dəˈmæʃəs/，约458年—538年後），被称为“新柏拉图主义者的最后一个”，是柏拉圖学院的最后一个学說。他是公元6世纪初被查士丁尼一世迫害的异教哲学家之一。在被允许返回東羅馬帝国之前，他被迫在波斯寻求庇护。他的作品包括对柏拉图作品的三则评论，以及一部形而上学的著作，名为“第一原理的困难与解决” 。

## 生活
達馬希烏斯出生于叙利亚的大马士革，他因此而得名，然而他在叙利亚的名字時是未知的。在他年轻的时候，他去了亚历山大港，他在那裡度过了十二年的生活。他是修辞学家塞恩（Theon）的学生，同時亦教授修辞学。然后，他的老师伊西多尔（Isidore）勸他把重点转移到哲学和科学上，并在赫尔米亚斯及其儿子Ammonius和Heliodorus的教育下學習。后来，他移居到雅典，并继续在向数学家Marinus ，Zenodotus和辩证法学家伊西多尔学习。他成为伊西多尔的密友，并在约瑟夫·亚当接任柏拉圖學院院长。515年，開始写他的传记，部分传记被保留在佛提乌的Bibliotheca中。 
529年，查士丁尼一世下令關闭学院，达马希乌斯和他的六个同事在波斯的法院寻求霍斯劳一世庇护直至532年。後來，他们发现这些条件是无法忍受。因此，第二年查士丁尼和霍斯劳缔结了一项和平条约，规定应允许哲学家返回。 人们相信达马希乌斯最終回到亚历山大，并在那里致力于他的作品的写作。 
在达马希乌斯的门徒中，最重要的人物是辛普利修斯 ，他是亚里斯多德、艾比克提图斯和欧拉缪斯的著名评论家。他把《伊西多尔一生》献给了门徒西奥多拉。我们没有关于达马希乌斯生活的更多细节。我们只知道他没有找到任何新学校，因此新柏拉图主义哲学结束了它的外部存在。

## 著作
他的主要著作是《困难和第一原理的解决方案》。它研究了上帝和人类灵魂的性质。从两个方面来看，这一检验与某些其他新柏拉图主义作家的检验形成鲜明对比。它显然没有东方那種神秘主义，也没有对基督教的争论。而且事实上，对基督教的教义也没有任何典故。因此，佛提烏認為他帶來了亵渎罪。达马希烏斯在这篇论文中探讨了万物的第一原理，他发现这是不可思议，不可言喻且擁有神圣的深度，同時它是一体的，且不可分割的。他的主要結論上帝是无限的，因此是不可理解。仅凭其效果推断出他的全能、全知和全善的属性。该推论在逻辑上是有效的，对于人类的思想是足够的。他始终坚持上帝的统一性和不可分割性。 此外，由于该著作包含着许多与前哲学家有关的论述，因此对哲学史也具有重要意义。
达马希乌斯的其余著作大部分是对亚里士多德和柏拉图作品的评论。尚存的评论是：
- 柏拉图“巴美尼德斯”评析。
- 柏拉图對菲多的评论。这本書曾被归為亚历山大的Olympiodorus 。 [3]
- 柏拉图的“ Philebus”述评。也曾被归于Olympiodorus。

在散佚的作品中有：
- 柏拉图的《提摩厄斯》，《第一阿尔西比亚德斯》以及其他对话的评论。
- 亚里斯多德的《德卡洛》和其他作品的评论。达马希乌斯对时间、空间、数量和著作，通过引用Simplicius在亚里士多德中物理学的评论， [4]也许是他对亚里士多德的著作评论的部分。
- 伊西多尔的生活。达马希乌斯关于他的老师伊西多尔的传记（也许是苏达人归于的哲学史的一部分），其中佛提乌 [5]保存了相当多的片段。该文本最近已被重建和翻译。 [6]它被视为包含有关阿摩尼奥斯·赫尔米埃生活的大多数细节的资料。 [7]
- Logoi Paradoxoi ，共4本书。[8]

Mazzucchi（2006）聲称，达马希乌斯是“偽狄奧尼修斯的异教徒”的作者。

## 參看
- 哲學家
- 哲學